# Gwendoline Eastlake-Smith
Gladys Shirley Eastlake Smith, coneguda com a Gwendoline Eastlake, Gwendoline Eastlake-Smith o Gladys Lamplough, (Lewisham, Regne Unit, 14 d'agost de 1883 − Middleham, 18 de setembre de 1941) fou una tennista britànica, guanyadora d'una medalla d'or olímpica.

## Biografia

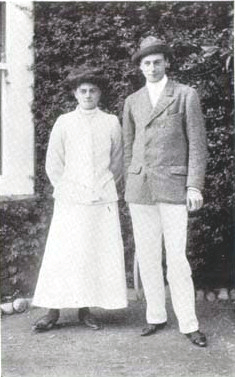
Eastlake i Reginald Doherty.

Va néixer el 14 d'agost de 1883 a la ciutat de Lewisham, població situada al comtat de Kent, filla del futbolista Charles Eastlake Smith i Lizzie Smith Cooper. Es casà l'any 1908 amb el físic i cirurgià Wharram Henry Lamplough, del qual n'adoptà el cognom, tot just dos dies després d'haver guanyat la medalla d'or olímpica.
Va morir el 18 de setembre de 1941 a la ciutat de Middleham, població situada al comtat de Yorkshire.

## Carrera esportiva
Va aconseguir guanyar el torneig de dobles mixts de l'All England l'any 1905 al costat de Reginald Doherty i el 1908 al costat d'Anthony Wilding; el torneig femení de Montecarlo les edicions de 1906, 1907 i 1908; i el torneig de Queen's Club en format individual l'any 1910 i en dobles mixts l'any 1913.
Va participar, als 24 anys, en els Jocs Olímpics d'Estiu de 1908 celebrats a Londres (Regne Unit), on va aconseguir guanyar la medalla d'or en la prova individual femenina interior en derrotar en la final olímpica la britànica Alice Greene.
Al llarg de la seva carrera va arribar en dues ocasions (1908 i 1910) a semifinals del Torneig de Wimbledon.

## Jocs Olímpics

### Individual
| Any  | Campionat                                     | Oponent      | Resultat      |
| ---- | --------------------------------------------- | ------------ | ------------- |
| 1908 | Jocs Olímpics, Londres, Regne Unit (interior) | Alice Greene | 6−2, 4−6, 6−0 |